# Elverhøy
Elverhøy  est une petite île de la commune de Eigersund, dans le comté de Rogaland en Norvège, dans la mer du nord.

## Description
L'île est située au nord-est de la ville de Egersund.